# Весьегонск
Весьего́нск (Весьёгонск) — город (с 1776 года) в России, расположенный в крайнем северо-восточном регионе Тверской области.
Административный центр Весьегонского округа. В 1929—1940 и 1949—2019 гг. был центром Весьегонского района.
Население — 6330 чел. (2021).

## Этимология
Название города изначально звучало как Весь Ёгонская. Получаем деревня (весь) на реке Ёгне. Позже село Весьегонское. С 1776 года, с получением статуса города — Весьегонск.
Возможно, ранее река Реня называлась Ёгна. Сейчас название Ёгница носит ручей, приток Медведки (река Звана). Также село Ёгна, расположенный на ручье Ёгнице.

## География
Весьегонск является самым северным городом Тверской области. Он расположен на расстоянии 253 км до Твери и занимает приграничное положение с Вологодской областью. Расстояние от Весьегонска до Москвы составляет 300 км по прямой и 420 км по автодорогам. Ближайшим городом к Весьегонску является город Устюжна Вологодской области, располагающийся на расстоянии в 60 км к северо-западу от Весьегонска.
Город Весьегонск располагается на берегу Моложского залива (Весьегонского плёса) Рыбинского водохранилища. Первоначально до строительства Рыбинской ГЭС Весьегонск располагался в устье реки Реня, на правом берегу Мологи. В городе находится железнодорожная станция Весьегонск линии Весьегонск — Овинище, соединяющая город с посёлком Сонково.

## Климат
Весьегонск — один из наиболее холодных городов Тверской области, среднегодовая температура составляет 4,9 °C.
Преобладает умеренно континентальный климат. Лето относительно тёплое и короткое, а зимы холодные и долгие. Январь самый холодный месяц в году, средняя температура −11.0 °C. Самый тёплый месяц июль со средней температурой 17,4 °C. Среднегодовое количество осадков — 640 мм.
| Показатель                   | Янв. | Фев. | Март | Апр. | Май  | Июнь | Июль | Авг. | Сен. | Окт. | Нояб. | Дек. | Год |
| ---------------------------- | ---- | ---- | ---- | ---- | ---- | ---- | ---- | ---- | ---- | ---- | ----- | ---- | --- |
| Средняя температура, °C      | −8,4 | −7,9 | −3,4 | 3,5  | 11,4 | 16,3 | 19,5 | 17,1 | 11,6 | 4,7  | −1    | −5   | 4,9 |
| Норма осадков, мм            | 47   | 40   | 40   | 40   | 65   | 86   | 89   | 78   | 62   | 64   | 58    | 51   | 720 |
| Источник: Климат Весьегонска |      |      |      |      |      |      |      |      |      |      |       |      |     |

## История

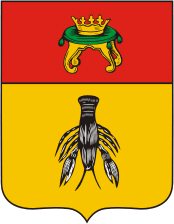
Герб 1780 года

Упоминается в жалованной тарханной и несудимой грамоте Великого князя Ивана Васильевича архимандриту Симонова монастыря Афанасию на сёла Весь Ёгонскую и др. в 1462—1463 годах. Однако краевед и писатель Борис Фёдорович Купцов предполагает более раннюю дату — 1447 год.
В XVI—XIX веках Весь Ёгонская — важный торговый центр. По свидетельству зарубежных источников того времени, здесь вели торговлю купцы из Германии, Италии, Греции, Персии. Город служил для казны источником значительных таможенных сборов. Здесь продавались и покупались соль, воск, хмель, мёд, рыба, сукно и пушнина.
С 1776 года — заштатный город в Тверском наместничестве. В 1778 году образован Весьегонский уезд. В 1780 году город получил герб: изображение чёрного рака на золотом поле. С 1796 года — в Тверской губернии, при этом Весьегонский уезд был упразднён. С 1803 года — вновь уездный город, центр Весьегонского уезда.
Во второй половине XIX века значение Весьегонска резко упало с прекращением регулярного судоходства по Тихвинской водной системе.
В 1890 году в городе насчитывалось всего 2813 жителей.

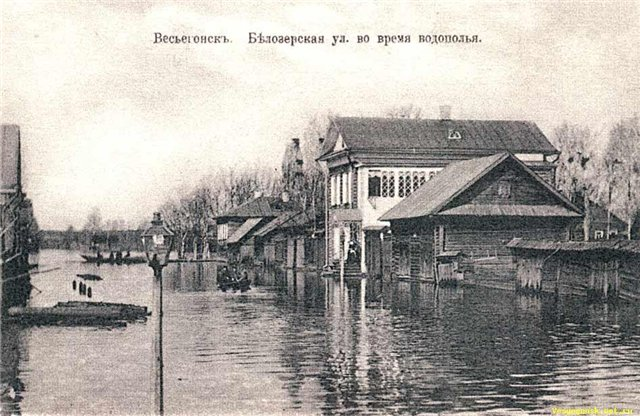
Половодье (водополье)
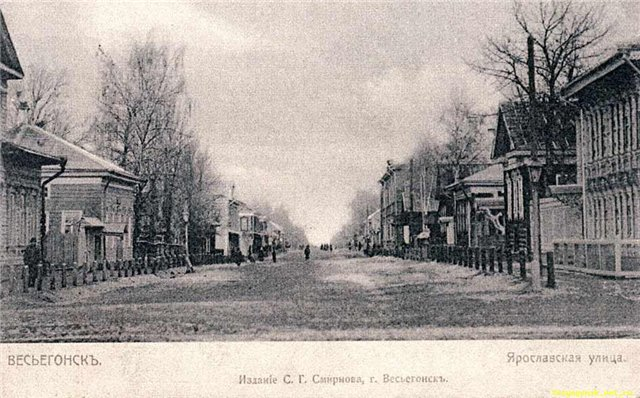
Ярославская улица
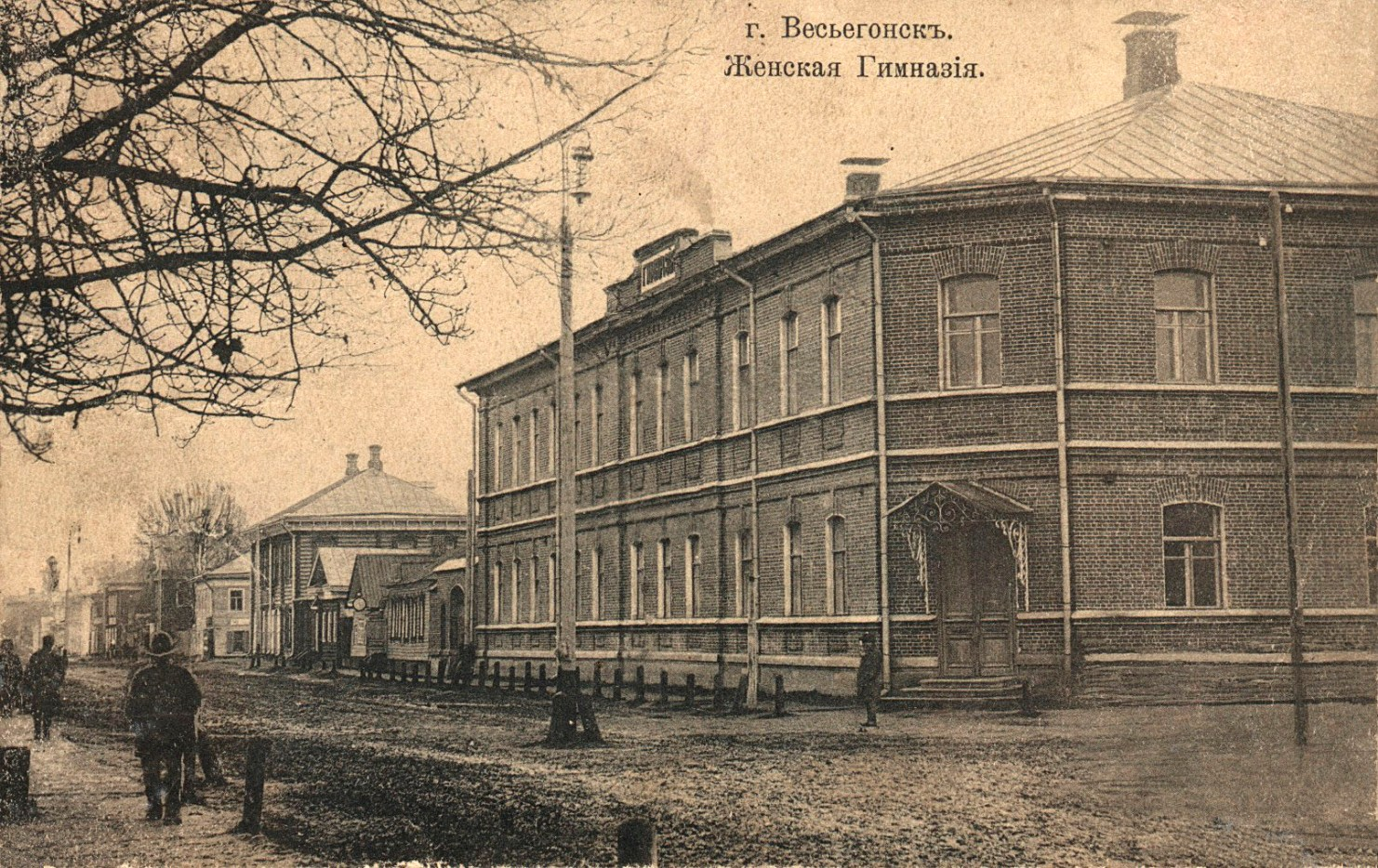
Женская гимназия
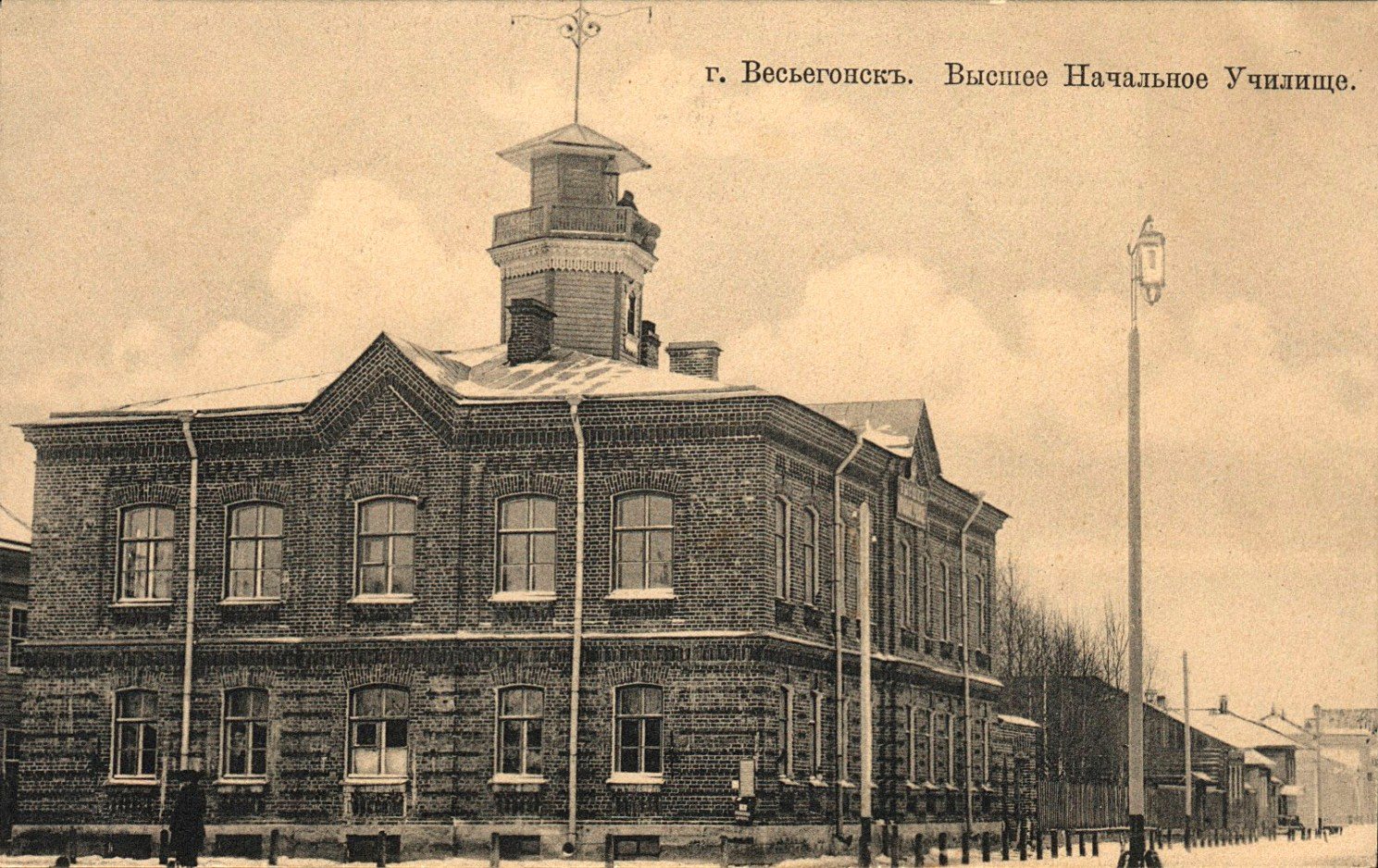
Высшее начальное училище
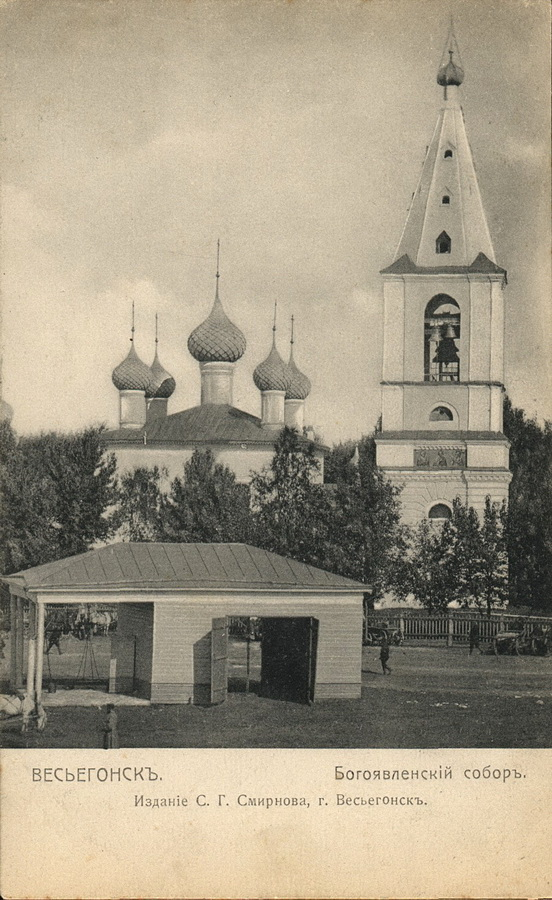
Богоявленский собор
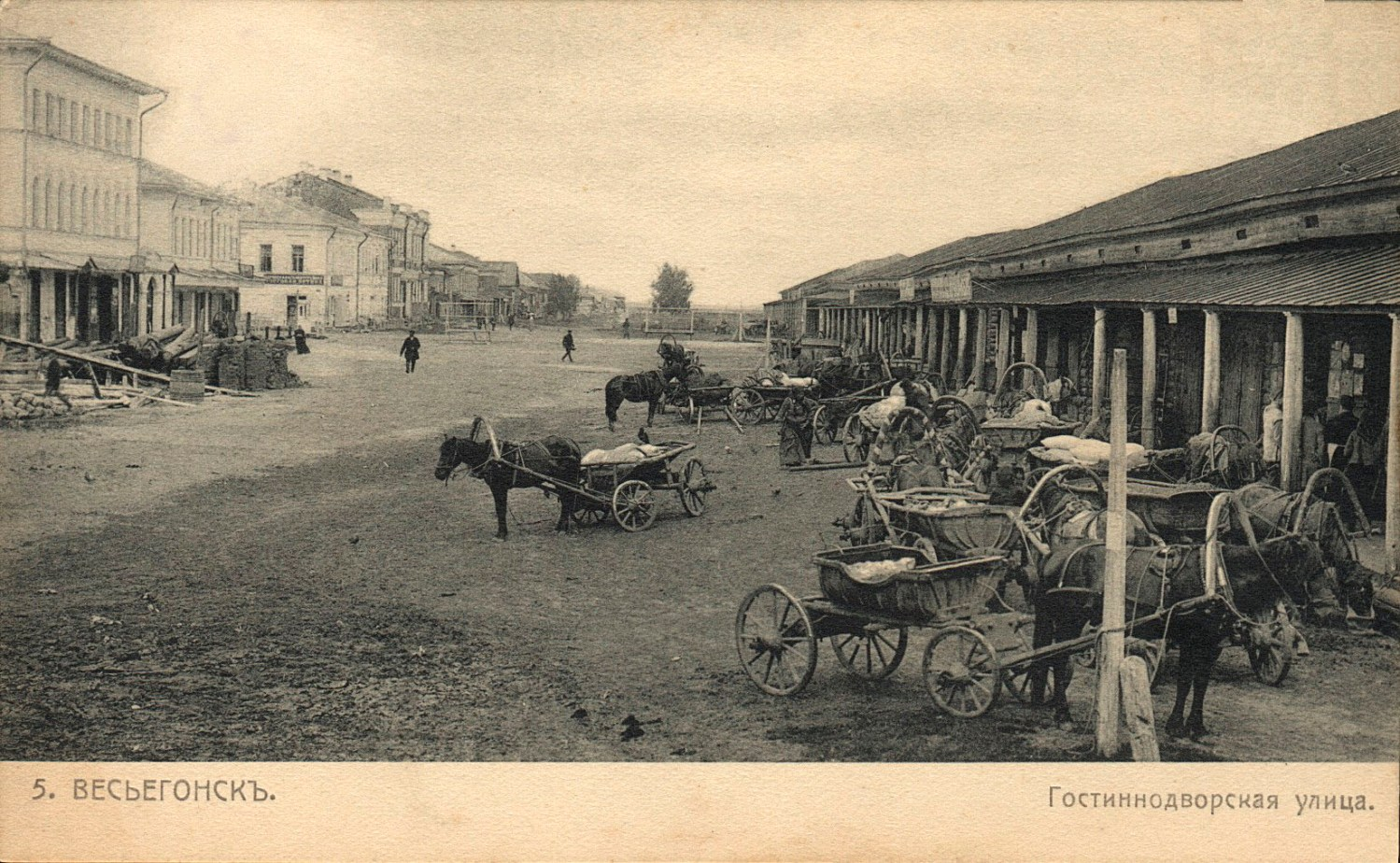
Гостиннодворская улица
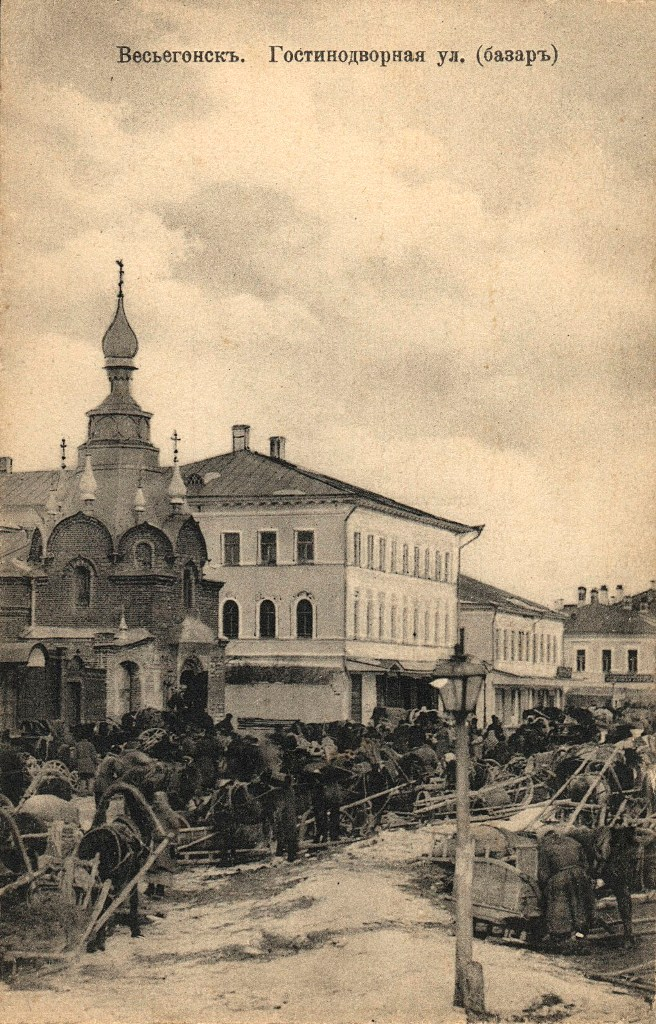
Базар на Гостинодворной улице

Советская власть в Весьегонске была установлена 28 января (10 февраля) 1918 года. Её становление в 1918 году описано в книге «Год с винтовкой и плугом».
В 1918 году строится железнодорожная линия от Овинища до Весьегонска. От Весьегонска линия продолжается до Суды и до Череповца. Участок до Суды во время Гражданской войны использовался с 1919 по 1920 год. После участок дороги и полукилометровый деревянный мост через Мологу были разобраны. Официально реконструированная железнодорожная ветка до Весьегонска была открыта только в 1926 году.
В начале 1920-х годов предпринимались попытки оживления Тихвинской водной системы.
Перенос города
С 1934 года местная администрация знала о возможном переносе города из-за планов по строительству ГЭС затоплению Молого-Шекснинской низменности. В 1935 году было принято решение о строительстве ГЭС близ Рыбинска. Жители Весьегонска узнали о переносе города в конце 1939 — начале 1940 года. Разбирать дома начали летом 1940 года. Многие самостоятельно разбирали и сплавляли свои дома вниз по Мологе и Волге на новые места. К осени 1940 года планировалось вывезти из зоны затопления 75 % зданий.
В 1939 году Весьегонск был лишён статуса города и стал посёлком городского типа, 26 апреля 1940 года был упразднён Весьегонский район. Посёлок входит в состав Овинищенского района.
13 апреля 1941 года началось наполнение Рыбинского водохранилища. Весной 1941 года вода в Мологе поднялась до уровня 1915 года и уже не отступала. После начала войны в июне 1941 года мужское население было призвано в Красную армию. Подъём уровня воды происходил постепенно, и в 1941—1942 году жители города ещё использовали свои огороды в зоне затопления. В 1943 году старый Весьегонск был затоплен. К маю 1947 году уровень воды в водохранилище достиг проектной отметки.
С 1940 года город начали отстраивать на новом месте, южнее прежнего — в районе Чухарского ручья и соснового бора Чухари. От старого Весьегонска остались только несколько улиц в северной части нынешнего города (к северу от современной улицы Серова). Сохранились руины Казанской церкви.
В 1941 году эвакуация из посёлка Выползово Бологовского района Лесокомбината № 1 Военно-Строительного Управления Северо-западного фронта в Весьегонск, находившегося в тылу. Для предприятия выделили новое место у реки Мологи, жили первое время в землянках. 19 сентября 1941 года комбинат уже выпустил первую продукцию. После войны деревообрабатывающий комбинат получает название ДОК-15. Территория предприятия сформировала в Весьегонске микрорайон посёлка ДОК-15.
В 1949 году восстановлен Весьегонский район. В 1953 году Весьегонск вновь получил статус города. Остатки Овинищенского района после упразднения последнего вошли в Весьегонский в 1956 году.
Вхождение в состав Весьегонска деревни Живни, находящегося за Живенским ручьём, из Ивановского сельского поселения.

## Население
| 1825  | 1833  | 1840  | 1847  | 1856  | 1859  | 1863  | 1867  | 1870  | 1885  | 1897  | 1910  | 1917  | 1920  |
| ----- | ----- | ----- | ----- | ----- | ----- | ----- | ----- | ----- | ----- | ----- | ----- | ----- | ----- |
| 2070  | ↘1841 | ↗2256 | ↗2633 | ↗2947 | ↗3465 | ↗3588 | ↗3690 | ↘3586 | ↘2629 | ↗3457 | ↗3502 | ↗3557 | ↗4118 |
| 1923  | 1926  | 1931  | 1939  | 1959  | 1968  | 1970  | 1979  | 1989  | 1992  | 1996  | 1998  | 2000  | 2001  |
| ↗4639 | ↘4000 | ↗4100 | ↗5874 | ↗6784 | ↗8000 | ↗8428 | ↗8848 | ↗9574 | ↗9700 | ↘9600 | ↘9400 | ↘9200 | ↘9000 |
| 2002  | 2003  | 2005  | 2006  | 2007  | 2008  | 2009  | 2010  | 2011  | 2012  | 2013  | 2014  | 2015  | 2016  |
| ↘8662 | ↗8700 | ↘8300 | ↘8200 | ↘8000 | ↘7800 | ↘7683 | ↘7329 | ↘7300 | ↘7066 | ↘6868 | ↘6625 | ↘6455 | ↘6340 |
| 2017  | 2018  | 2019  | 2020  | 2021  |       |       |       |       |       |       |       |       |       |
| ↘6280 | ↘6219 | ↘6067 | ↘6016 | ↗6330 |       |       |       |       |       |       |       |       |       |

На 1 января 2025 года по численности населения город находился на 1048-м месте из 1124 городов Российской Федерации.
Национальный состав
По итогам переписи населения 2020 года проживали следующие национальности (национальности менее 0,1 % и другое, см. в сноске к строке «Другие»):
| Национальность | Численность, чел. | Доля     |
| -------------- | ----------------- | -------- |
| Русские        | 6187              | 97,74 %  |
| Армяне         | 10                | 0,16 %   |
| Украинцы       | 9                 | 0,14 %   |
| Чеченцы        | 7                 | 0,11 %   |
| Азербайджанцы  | 7                 | 0,11 %   |
| Другие         | 110               | 1,74 %   |
| Итого          | 6330              | 100,00 % |

## Экономика

### Промышленность
- ОАО «Весьегонский леспромхоз» — заготовка деловой древесины, выпуск пиломатериалов. (закрыт)
- ОАО «ДОК-15» — выпуск пиломатериалов. (закрыт и разорён, на предприятии работают разрозненные цехи, производящие полукустарную продукцию)
- ОАО «Весьегонский винзавод» — производство вина на основе импортных винматериалов и местной клюквы.
- «Весьегонский хлебозавод» — филиал АООТ «Тверьхлебпром». (закрыт)
- ООО «Восход» — выпускал мясные консервы и колбасные изделия. (закрыт)
- Государственное предприятие «Лесхоз».
- ООО «Леспром-М» — заготовка деловой древесины. (закрыт)
- ООО «Лагуна» — заготовка деловой древесины и выпуск пиломатериалов.

В настоящее время из промышленных предприятий работают только Весьегонский винзавод, ООО «Лагуна» и ещё несколько.

### Туризм
С 2009 года в городе культивируется винный туризм на базе ОАО «Весьегонский винзавод». Благодаря богатым водным ресурсам (Рыбинское водохранилище, реки Молога и Реня) Весьегонск популярен у любителей рыбалки, в городе и окрестностях имеются рыболовные базы.[значимость факта?]

## Транспорт
Железнодорожный
Станция Весьегонск (конечный пункт) на ветке от железнодорожной линии Санкт-Петербург — Мга — Кириши — Неболчи — Сонково — Калязин — Савёлово (Кимры) — Москва (Москва Савёл.) (железнодорожная линия Овинище — Весьегонск). На сегодняшний день железнодорожная ветка обслуживает только один пригородный поезд Сонково — Весьегонск (по состоянию на 1 января 2021 года поезд ходит два раза в неделю по четвергам и воскресеньям). Вагоны беспересадочного сообщения из Москвы и Санкт-Петербурга перестали ходить с 27 мая 2012 года.
Авто
Через город проходит автомобильная дорога Р84 (28К-0058) Тверь — Устюжна. На юг дорога ведёт к селу Кесьма и городам Красный Холм, Бежецк, Тверь. На восток — к Устюжне Вологодской области, участок Весьегонск — Устюжна не имеет твёрдого покрытия почти от Весьегонска до границы Вологодской области (около 30 км). В 2014 началась полная реконструкция этого участка дороги. Окончание работ было запланировано на вторую половину 2015 года, но по состоянию на середину 2020 года работы ещё не завершены.
Автовокзал расположен рядом с железнодорожной станцией. Автобусное сообщение есть до Твери (ежедневно), Москвы (ежедневно), Санкт-Петербурга и Устюжны.
Действует единственный маршрут городского автобуса «СТП „Парус“ — пос. Сосновый», который по будням ходит 13 раз в день (с 7:15 до 18:05), в выходные 9 раз в день (с 7:15 до 14:45).
Водный

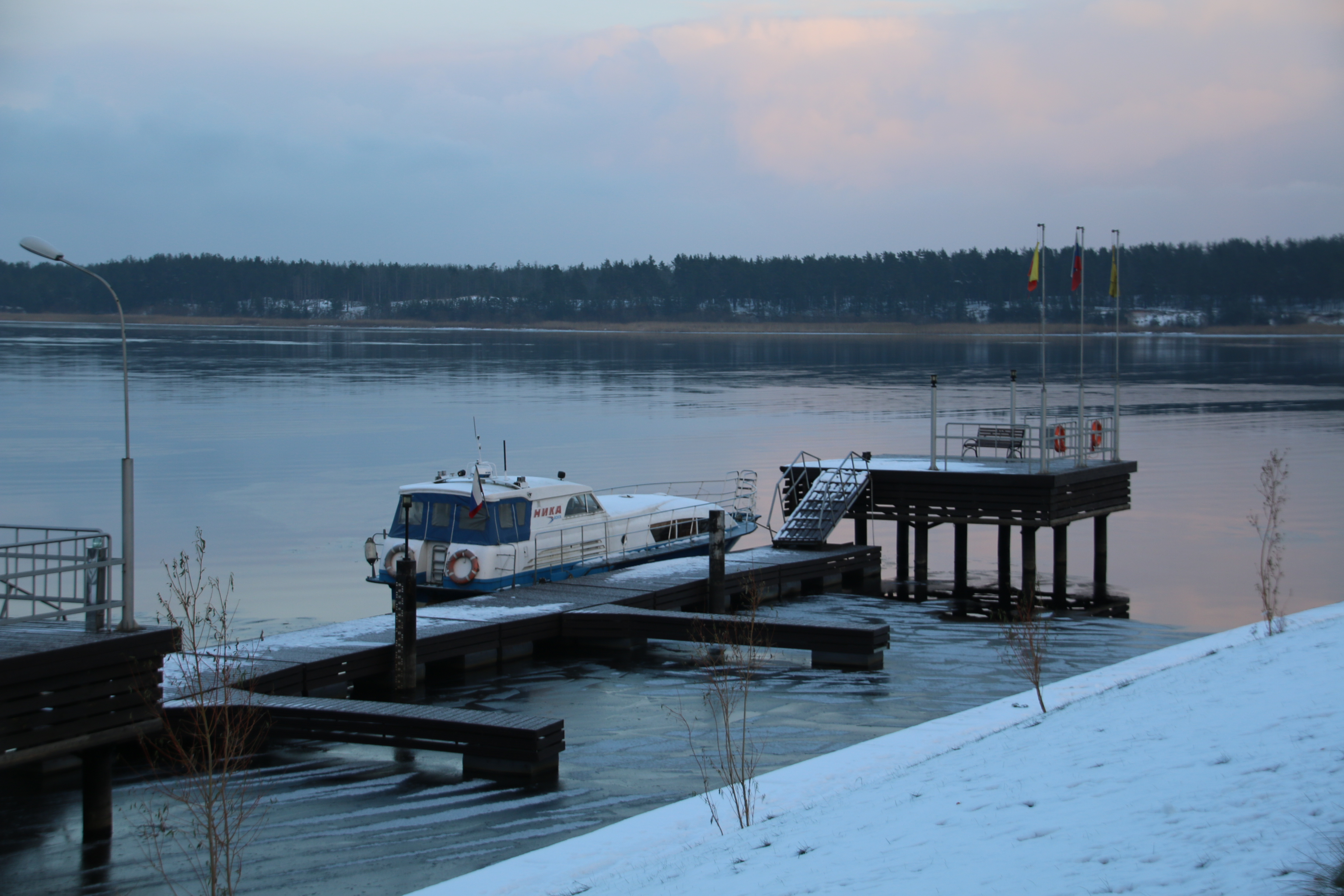
Прогулочный катер у пристани.

Весьегонск — портовый город на Рыбинском водохранилище. Речной транспорт: есть два рабочих теплохода («Бриз» и КС-100), которые осуществляют перевозки по реке. Регулярного сообщения по реке нет.
Аэродром
С 1960-х до начала 1990-х годов северо-западнее города действовал небольшой аэродром. Осуществлялось авиасообщение с Тверью и Череповцом. В 1992 году аэродром был закрыт. В последующие годы был заброшен, зарос деревьями.

## Культура
На улице Карла Маркса находится краеведческий музей А. А. Виноградова, основанный в 1919 году. Частью экспозиции краеведческого музея является «музей рака».
В здании администрации города выставочный зал с постоянной экспозицией «Русские ремёсла».
В городе работают дом культуры, две библиотеки — городская и детская.

## Достопримечательности

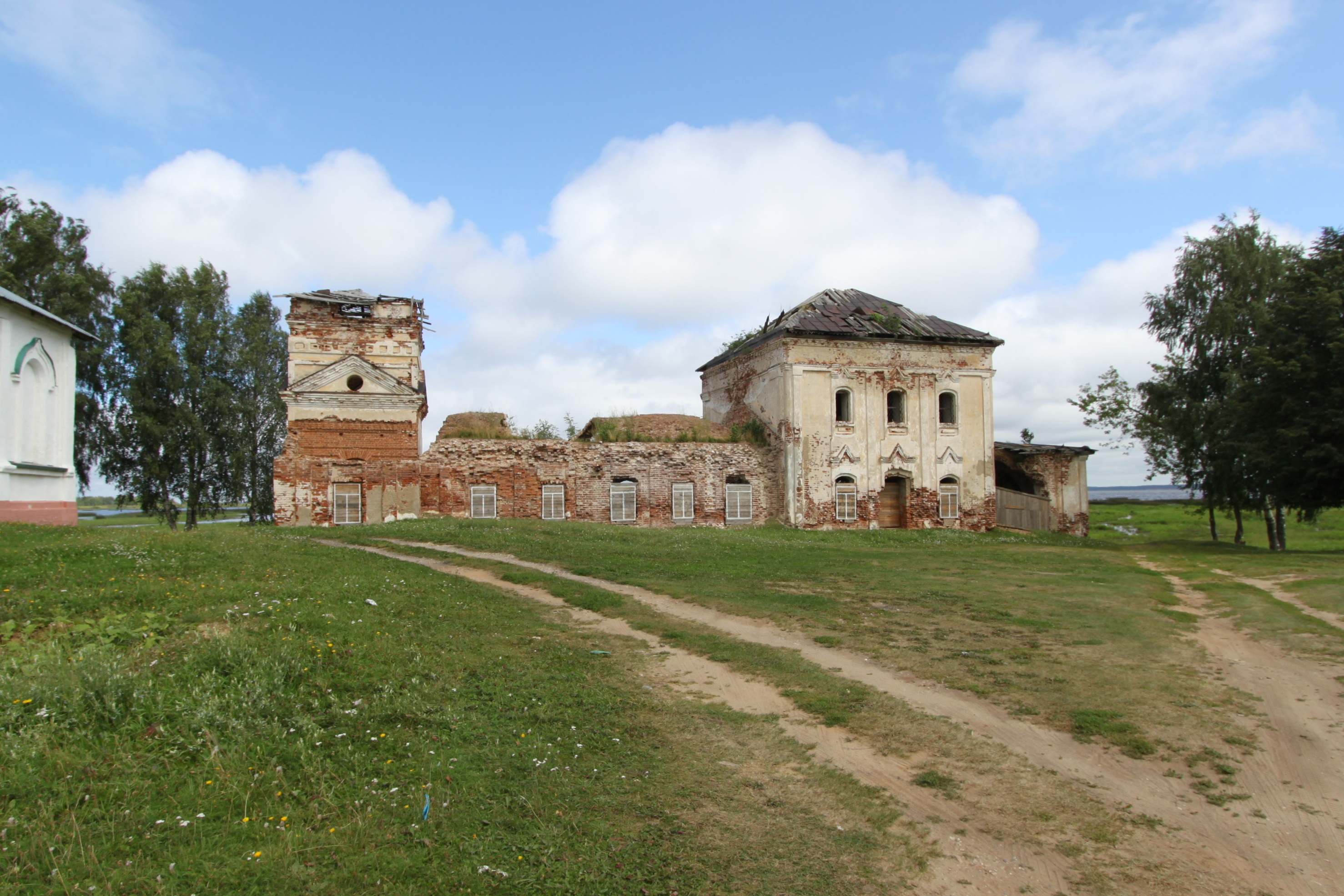
Руины Казанского храма

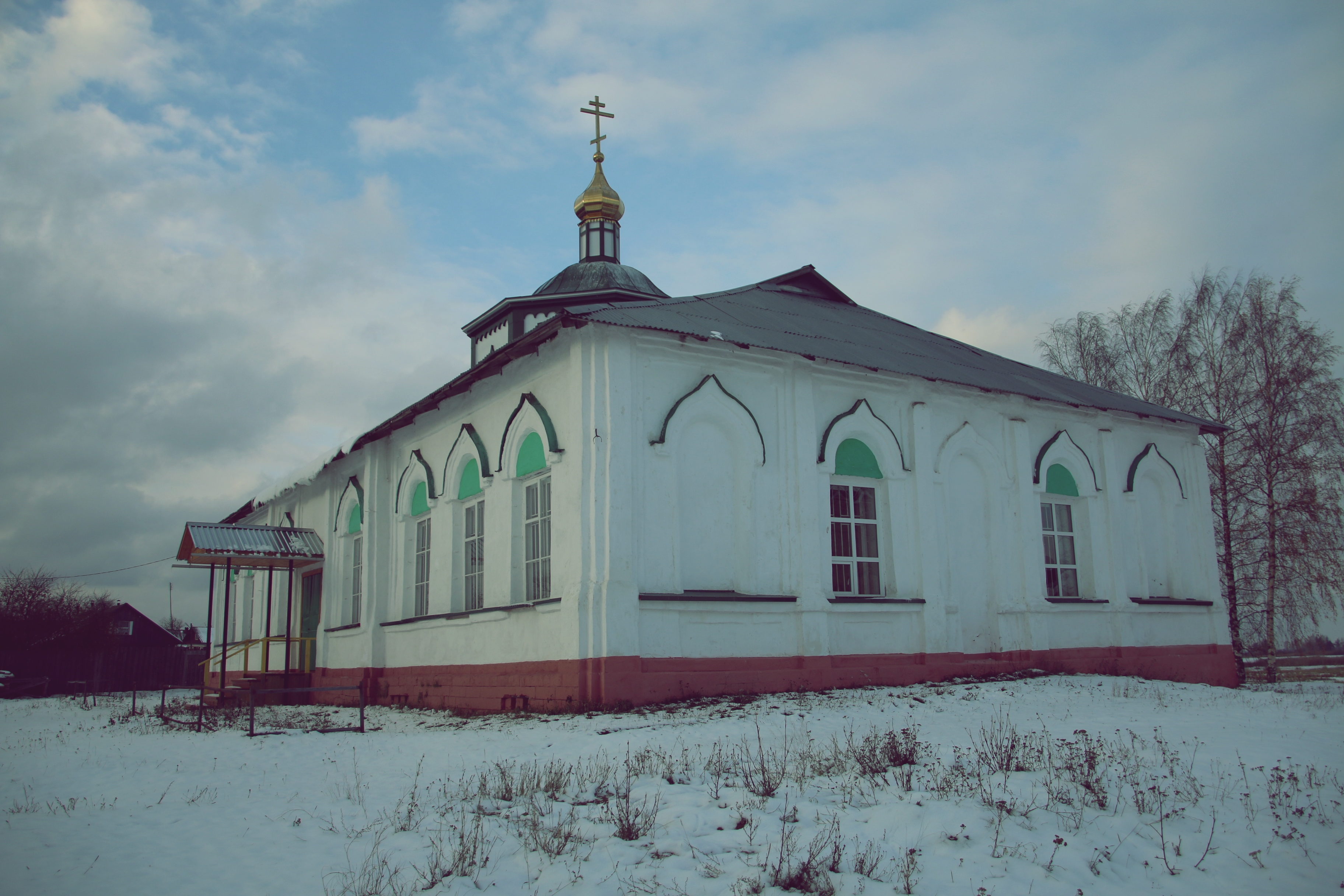
Церковь Троицы Живоначальной

Сохранились три исторические церкви: церковь Казанской иконы Божией Матери (1811 г.), церковь Троицы Живоначальной (1868 г.), церковь Иоанна Предтечи (1903 г.) деревянная и действующая. Приход Иоанно-Предтеческой церкви относятся к Весьегонскму благочинию Бежецкой епархии РПЦ. Троицкая церковь приписная к Иоанно-Предтеченской.
По реке можно попасть в Дарвинский заповедник, в Музей природы и к часовне, посвящённой матери Ивана Грозного Елене Глинской.

## Пресса
В городе издаётся районная газета «Весьегонская жизнь».

## В культуре
- Упоминается Н. В. Гоголем в «Мёртвых душах» (1842) как пример захолустья:

«Извольте, я с удовольствием!» — отвечаешь ты. И вот, вынувши из кармана табакерку, ты потчеваешь дружелюбно каких-то двух инвалидов, набивающих на тебя колодки, и расспрашиваешь их, давно ли они в отставке и в какой войне бывали. И вот ты себе живёшь в тюрьме, покамест в суде производится твое дело. И пишет суд: препроводить тебя из Царевококшайска в тюрьму такого-то города, а тот суд пишет опять: препроводить тебя в какой-нибудь Весьегонск, и ты переезжаешь себе из тюрьмы в тюрьму и говоришь, осматривая новое обиталище: «Нет, вот весьегонская тюрьма будет почище: там хоть и в бабки, так есть место, да и общества больше!»
Здание упомянутой тюрьмы сохранилось до наших дней.